# 히가시와카야마촌
히가시와카야마촌(東若山村)은 이시카와현 스즈군에 있던 촌이다. 현재의 스즈시 중심부의 북서, 와카야마강 중류, 국도 제249호선에 해당한다.

## 역사
- 1889년 4월 1일 - 정촌제 시행에 의해 7개 촌의 구역을 가지고 스즈군 히가시와카야마촌이 성립하였다.
- 1908년 8월 15일 - 니시와카야마촌, 히가시와카야마촌이 폐지되어, 그 구역을 가지고 와카야마촌이 설치되었다.

## 참고문헌
- 角川日本地名大辞典 17 石川県